# Liste de films redécouverts
Pour un article plus général, voir Film perdu.
 (septembre 2013).
Liste de films redécouverts, considérés comme perdus avant d'être retrouvés des années après leur réalisation.

## Cinéma muet
De nombreux films de l'époque du muet ont été perdus. Parmi eux, les films suivants ont été retrouvés.

### Années 1890
| Année | Film                       | Réalisateur         | Distribution                   | Notes                                                                         | Ref.  |
| ----- | -------------------------- | ------------------- | ------------------------------ | ----------------------------------------------------------------------------- | ----- |
| 1896  | Séance de prestidigitation | Georges Méliès      |                                | Redécouvert en partie en 2015.                                                | [ 2 ] |
| 1896  | Défense d'afficher         | Georges Méliès      | Georges Méliès                 | Le film est redécouvert en 2004.                                              | [ 3 ] |
| 1897  | The X-Rays                 | George Albert Smith |                                |                                                                               |       |
| 1899  | Cléopâtre                  | Georges Méliès      | Georges Méliès, Jehanne d'Alcy | Considéré comme perdu jusqu'à ce qu'une copie soit retrouvée en 2005 à Paris. |       |

### Années 1900
| Année | Film                                   | Réalisateur                       | Distribution                        | Notes | Réf.  |
| ----- | -------------------------------------- | --------------------------------- | ----------------------------------- | --- | ----- |
| 1900  | Jeanne d'Arc                           | Georges Méliès                    |                                     | Film retrouvé en 1982 |       |
| 1900  | Sherlock Holmes Baffled                | Arthur Marvin                     |                                     | D'une durée de seulement 30 secondes, c'est le premier film policier à avoir été tourné ainsi qu'à mettre Sherlock Holmes en scène. En 1968, Michael Pointer, un historien des films de Sherlock Holmes, en a trouvé une copie papier (en) aux archives des Paper Print de la Bibliothèque du Congrès. Elle a été transférée au format 16 mm au sein de la collection de la Bibliothèque du Congrès. | [ 4 ] |
| 1901  | The Death of Poor Joe                  | George Albert Smith               | Laura Bayley                        | Perdu depuis 1954, retrouvé en 2012. | [ 5 ] |
| 1907  | Katsudō Shashin                        |                                   |                                     | Durée de 3 secondes, redécouvert à Kyoto le 21 juillet 2005 |       |
| 1909  | Hôtel électrique                       | Segundo de Chomón                 | Segundo de Chomón, Julienne Mathieu | |       |
| 1909  | Jephtah's Daughter: A Biblical Tragedy | J. Stuart Blackton                | Annette Kellerman, Maurice Costello | Court métrage conservé aux British Film Institute Archive |       |
| 1909  | La Tosca                               | André Calmettes, Charles Le Bargy | Cécile Sorel                        | |       |

### Années 1910
| Année | Film                                    | Réalisateur                                 | Distribution                                  | Notes | Réf.   |
| ----- | --------------------------------------- | ------------------------------------------- | --------------------------------------------- | --- | ------ |
| 1910  | Frankenstein                            | J. Searle Dawley                            | Charles Ogle                                  | Un collectionneur de film achète une copie dans les années 1950 ; il ne prend conscience de sa rareté que des décennies plus tard. | [ 7 ]  |
| 1911  | At the Duke's Command                   | Thomas H. Ince                              |                                               | |        |
| 1911  | The Colleen Bawn                        |                                             |                                               | |        |
| 1911  | Karađorđe                               | Ilija Stanojević-Čiča                       |                                               | Premier film réalisé en Serbie, et considéré comme perdu depuis 1928, des éléments de ce film sont retrouvés aux Archives du cinéma d'Autriche en 2003. |        |
| 1911  | Maid or Man                             | Thomas H. Ince                              |                                               | |        |
| 1911  | A Manly Man                             | Thomas H. Ince                              |                                               | |        |
| 1911  | The Mirror                              | Thomas H. Ince                              |                                               | |        |
| 1912  | Dr. Jekyll and Mr. Hyde                 | Lucius Henderson                            | James Cruze                                   | |        |
| 1912  | A Fool and His Money                    | Alice Guy                                   |                                               | |        |
| 1912  | In Nacht und Eis                        | Mime Misu                                   |                                               | Second film consacré au Titanic, présumé perdu aux environs de 1914, mais retrouvé dans une cinémathèque privée en Allemagne en 1998. |        |
| 1912  | En Stærkere magt                        | Hjalmar Davidsen, Eduard Schnedler-Sørensen | Valda Valkyrien                               | Conservé au Danish Film Institute. | [ 8 ]  |
| 1911  | The Sultan's Garden                     | Thomas H. Ince                              |                                               | |        |
| 1912  | Richard III                             | André Calmettes, James Keane                | Robert Gemp, Frederick Warde                  | Premier long métrage connu consacré à William Shakespeare. Trouvé dans la collection d'un projectionniste d'Oregon en 1996. | [ 9 ]  |
| 1912  | Under Two Flags                         |                                             |                                               | |        |
| 1913  | Poor Jake's Demise                      | Allen Curtis                                | Lon Chaney, Sr., Louise Fazenda               | Premier rôle crédité de Chaney. Découvert en 2007 parmi plusieurs centaines d'autres bobines de film dans une collection anglaise. |        |
| 1913  | Le Prisonnier de Zenda                  | Edwin S. Porter                             |                                               | |        |
| 1913  | When Lincoln Paid                       | Francis Ford                                |                                               | Retrouvé en 2006. |        |
| 1914  | The Active Life of Dolly of the Dailies | Walter Edwin                                | Mary Fuller, Yale Boss                        | Découvert en 2009 aux Archives du film de Nouvelle-Zélande. | [ 10 ] |
| 1914  | Charlot marquis                         | George Nichols                              | Charlie Chaplin Minta Durfee                  | Copie complète trouvée en Amérique du Sud. |        |
| 1914  | The Girl Stage Driver (en)              | Webster Cullison                            | Norbert A. Myles, Edna Payne, Will E. Sheerer | Une copie 35 mm positive incomplète est découverte en 2009 aux New Zealand Film Archive. | ,      |
| 1914  | Le Chien des Baskerville                | Rudolf Meinert                              |                                               | |        |
| 1914  | Salomy Jane                             | William Nigh, Lucius Henderson              | Beatriz Michelena, House Peters               | Copie nitrate complète trouvée en Australie en 1996. | [ 13 ] |
| 1914  | The Stain                               | Frank Powell                                | Edward José, Theda Bara                       | Une copie du film est découverte en Australie dans les années 1990. | [ 14 ] |
| 1914  | La Course au voleur                     |                                             | Charlie Chaplin                               | Une copie est découverte en 2010 dans un magasin d'antiquités du Michigan. | [ 15 ] |
| 1914  | Won in a Closet                         | Mabel Normand                               | Mabel Normand                                 | Découvert en 2009 aux the New Zealand Film Archive. | [ 10 ] |
| 1915  | Double Trouble                          | William Christy Cabanne                     |                                               | |        |
| 1915  | His Lordship's Dilemma                  |                                             | W. C. Fields                                  | Retrouvé dans une archive de Belgique. |        |
| 1915  | Peculiar Patients' Pranks               | Hal Roach                                   | Harold Lloyd                                  | Trouvé aux National Film and Sound Archive d'Australie. |        |
| 1915  | Youth (film, 1915)                      | Harry Handworth                             |                                               | Film conservé au British Film Institute Archive. |        |
| 1916  | Als ich tot war                         | Ernst Lubitsch                              |                                               | Trouvé en 1994 dans une archive en Slovenie. |        |
| 1916  | East Lynne                              | Bertram Bracken                             | Theda Bara                                    | Un des quatre films subsistant de Bara. | [ 16 ] |
| 1916  | Gretchen the Greenhorn                  | Chester M. Franklin, Sidney Franklin        | Dorothy Gish                                  | Retrouvé en 1991. |        |
| 1916  | The Moment Before                       | Robert G. Vignola                           | Pauline Frederick                             | Une copie presque complète (il ne manque que la scène d'ouverture) retrouvée dans une archive à Rome. | ,      |
| 1916  | Mysteriet natten till den 25:e          | Georg af Klercker                           |                                               | |        |
| 1916  | Purity                                  | Rae Berger (en)                             |                                               | Une copie du film existe dans une archive en France, même si elle n'a pas encore été projetée au public. |        |
| 1916  | Snow White                              |                                             |                                               | A inspiré Walt Disney pour le choix du sujet de son premier long métrage |        |
| 1916  | Zepped                                  |                                             | Charlie Chaplin                               | Court-métrage de propagande, une copie est trouvée en 2009 et une seconde en 2011. |        |
| 1917  | Beatrice Fairfax                        | Olive Thomas                                |                                               | L'intégralité, sauf un épisode de cette série existe dans les archives de la Bibliothèque du Congrès. |        |
| 1917  | À l'assaut du boulevard                 | John Ford                                   |                                               | Trouvé en 2002 dans les Archives françaises du film du Centre national de la cinématographie. |        |
| 1917  | La Noce de Fatty                        | Roscoe Arbuckle                             | Roscoe Arbuckle, Buster Keaton                | |        |
| 1917  | The Image Maker                         | Eugene Moore                                |                                               | Le film est conservé dans une collection privée. |        |
| 1917  | Max et son taxi                         | Max Linder                                  |                                               | |        |
| 1917  | Max en Amérique                         | Max Linder                                  |                                               | |        |
| 1917  | Max veut divorcer                       | Max Linder                                  |                                               | |        |
| 1917  | Fatty en bombe                          | Roscoe Arbuckle                             | Roscoe Arbuckle, Al St. John                  | Trouvé dans une boîte sans marque au Norwegian Film Institute en 1998, avec The Cook. |        |
| 1917  | Fatty chez lui                          | Roscoe Arbuckle                             | Roscoe Arbuckle, Buster Keaton                | |        |
| 1918  | Fatty cuisinier                         | Roscoe Arbuckle                             | Roscoe Arbuckle, Buster Keaton                | Trouvé dans une boîte sans marque au Norwegian Film Institute in 1998, avec Fatty en bombe. |        |
| 1918  | Du sang dans la prairie                 | John Ford                                   |                                               | Une copie existe aux archives du film tchécoslovaque. | [ 20 ] |
| 1918  | Mr. Fix-It                              | Allan Dwan                                  | Douglas Fairbanks                             | Restauré par George Eastman House et projeté au San Francisco Silent Film Festival en juillet 2011. |        |
| 1918  | Oh Baby!                                | James Ard                                   |                                               | |        |
| 1919  | Back Stage                              | Roscoe Arbuckle                             | Roscoe Arbuckle, Buster Keaton                | |        |
| 1919  | L'Instinct qui veille                   | David Hartford                              | Nell Shipman                                  | Copie retrouvée en Europe et restaurée dans les années 1990. Scenario de Nell Shipman et du romancier James Oliver Curwood. | [ 21 ] |
| 1919  | Camping Out                             | Roscoe Arbuckle                             | Roscoe Arbuckle, Al St. John                  | Reconstitué à partir de bobines trouvées au Nederlands Filmmuseum et dans des coffres de stockage en 2002 à Cineteca Nazionale (Rome). |        |
| 1919  | Différent des autres                    | Richard Oswald                              | Conrad Veidt                                  | Copies allemandes détruites par les Nazis en 1933 et considérées comme perdues depuis. Une copie est retrouvée en Ukraine à la fin des années 1970 et restaurée par le Stadtmuseum München. Un des plus anciens exemples connus de représentation sympathique de l'homosexualité au cinéma. | [ 22 ] |
| 1919  | Le Calvaire d'une mère (Scarlet Days)   | D. W. Griffith                              |                                               | |        |
| 1919  | Les Araignées (1st of 2)                | Fritz Lang                                  |                                               | Restauré en 1978 à partir d'une copie originale nouvellement découverte, 1re d'une série en deux parties. |        |
| 1919  | The Valley of the Giants                | James Cruze                                 | Wallace Reid                                  | Retrouvé aux archives centrales du cinéma en Russie (Gosfilmofond). Une copie numérique est donnée à la Bibliothèque du Congrès en 2010. | [ 23 ] |
| 1919  | When Bearcat Went Dry                   | Oliver L. Sellers                           | Lon Chaney, Sr.                               | Trouvé dans la collection d'un projectionniste. |        |
| 1919  | Fleur sans tache                        | Tod Browning                                | Lon Chaney, Sr.                               | Une copie trouvée en Europe dans les années 1990 est à présent conservée au Nederlands Filmmuseum. | [ 24 ] |
| 1919  | The Witness for the Defense (en)        | George Fitzmaurice                          | Elsie Ferguson                                | Copie découverte au Gosfilmofond. Projeté à l'Université du Dakota du nord. Unique film muet survivant de Ferguson. | ,      |
| 1919  | You're Fired                            | James Cruze                                 | Wallace Reid                                  | Retrouvé aux archives centrales du cinéma en Russie (Gosfilmofond). Une copie numérique est offerte à la Bibliothèque du Congrès en 2010. | [ 23 ] |

### Années 1920
| Année | Film                            | Réalisateur                   | Distribution                                                                        | Notes | Ref    |
| ----- | ------------------------------- | ----------------------------- | ----------------------------------------------------------------------------------- | --- | ------ |
| 1920  | Les Araignées (2e de 2)         | Fritz Lang                    |                                                                                     | Restauré en 1978 à partir d'une copie originale nouvellement découverte, 2e d'une série en deux parties. |        |
| 1920  | The Deerslayer and Chingachgook | Arthur Wellin                 | Béla Lugosi                                                                         | Retrouvé dans les années 1990. |        |
| 1920  | Genuine                         | Robert Wiene                  |                                                                                     | Une copie complète est découverte aux archives du film de Berlin. |        |
| 1920  | Daughter of Dawn                | Norbert Myles (écrivain)      | White Parker, Wanada Parker, Esther LeBarre, Jack Sankadoty                         | Trouvé et restauré par la Oklahoma Historical Society en 2007. | [ 27 ] |
| 1920  | If I Were King                  | J. Gordon Edwards             | William Farnum, Betty Ross Clarke, Fritz Leiber                                     | Copie conservée à la bibliothèque du Congrès. |        |
| 1920  | Algol                           |                               | Emil Jannings                                                                       | |        |
| 1920  | In the Days of St. Patrick      | Norman Whitten                |                                                                                     | |        |
| 1920  | Within Our Gates                | Oscar Micheaux                |                                                                                     | Trouvé en Espagne, traduit La Negra. |        |
| 1920  | Helen of Four Gates             | Cecil Hepworth                | Alma Taylor James Carew                                                             | Trouvé dans un coffre de film à Québec, Canada in 2008. | [ 28 ] |
| 1920  | L'Hirondelle et la Mésange      | André Antoine                 | Louis Ravet Pierre Alcover                                                          | Négatifs retrouvés en 1982, remonté en fonction des indications du réalisateur et projeté à la Cinémathèque française en 1984 |        |
| 1921  | The Blue Fox                    | Duke Worne                    |                                                                                     | |        |
| 1921  | The Conquest of Canaan          | Roy William Neill             | Thomas Meighan, Doris Kenyon                                                        | Retrouvé aux archives centrales du cinéma en Russie (Gosfilmofond). Copie numérisée donnée à la Bibliothèque du Congrès en 2010. | [ 23 ] |
| 1921  | Brownie's Little Venus          | Fred Hibbard                  | Baby Peggy                                                                          | Retrouvé en Suisse en 2010. | [ 29 ] |
| 1921  | The Devil                       | Ferenc Molnár                 | George Arliss                                                                       | Une première version a été tournée en Hongrie en 1918. La version américaine est en restauration et est prévue resortir en 2011. |        |
| 1921  | Dance on the Volcano            | Richard Eichberg              | Béla Lugosi                                                                         | Retrouvé dans un fonds d'archives cinématographiques dans les années 1990, dans sa version américaine. |        |
| 1921  | La Guigne de Malec              | Edward F. Cline Buster Keaton | Buster Keaton                                                                       | Longtemps considéré comme le film perdu le plus important de Keaton jusqu'à ce qu'il soit partiellement remonté en 1987. La scène finale fut plus tard retrouvée dans une archive russe.                                                      |        |
| 1921  | Molly O'                        | F. Richard Jones              | Mabel Normand                                                                       | |        |
| 1922  | Kick In                         | George Fitzmaurice            | Betty Compson Bert Lytell                                                           | Retrouvé aux archives centrales du cinéma en Russie (Gosfilmofond). Copie numérique remise à la Bibliothèque du Congrès en 2010. | [ 23 ] |
| 1922  | Sherlock Holmes contre Moriarty | Albert Parker                 | John Barrymore, Roland Young, William Powell                                        | Le film fut restauré sur une période de 33 ans, à partir des négatifs originaux entreposés à la George Eastman House. | [ 30 ] |
| 1922  | Le Droit d'aimer                | Sam Wood                      | Gloria Swanson, Rudolph Valentino                                                   | Donné par le collectionneur Joop Van Liempd (1913–2002) au Nederlands Filmmuseum et restauré en 2005. | [ 31 ] |
| 1922  | Le Petit Chaperon rouge         | Walt Disney                   |                                                                                     | L'un des premiers courts métrages d'animation réalisé par Walt Disney avec le studio Laugh-O-Gram. Il a été acheté dans une bibliothèque cinématographique à Londres par un collectionneur, puis découvert en 1998 et restauré la même année. | [ 32 ] |
| 1922  | Le Fantôme                      | F. W. Murnau                  |                                                                                     | |        |
| 1922  | The Young Rajah                 | Phil Rosen                    | Rudolph Valentino                                                                   | Des séquences pêle-mêle et des photos de production permettent un léger aperçu de ce film toujours incomplet. |        |
| 1923  | The Call of the Canyon          | Victor Fleming                | Richard Dix                                                                         | Retrouvé aux archives centrales du cinéma en Russie (Gosfilmofond). Copie numérique donnée à la Bibliothèque du Congrès en 2010. | [ 23 ] |
| 1923  | Canyon of the Fools             | Val Paul                      |                                                                                     | Retrouvé aux archives centrales du cinéma en Russie (Gosfilmofond). Copie numérique donnée à la Bibliothèque du Congrès en 2010. | [ 23 ] |
| 1923  | Circus Days                     | Edward F. Cline               | Jackie Coogan                                                                       | Retrouvé aux archives centrales du cinéma en Russie (Gosfilmofond). Copie numérique donnée à la Bibliothèque du Congrès en 2010. | [ 23 ] |
| 1923  | Âmes à vendre                   | Rupert Hughes                 | Eleanor Boardman                                                                    | Découvert et restauré en 2006 par Turner Classic Movies et MGM. |        |
| 1923  | The Eternal Struggle            | Reginald Barker               | Renée Adorée                                                                        | Retrouvé aux archives centrales du cinéma en Russie (Gosfilmofond). Copie numérique offerte à la Bibliothèque du Congrès en 2010. | [ 23 ] |
| 1923  | Maytime                         | Louis Gasnier                 | Clara Bow, Ethel Shannon, Harrison Ford                                             | Trouvé dans les Archives cinématographiques de Nouvelle-Zélande en 2009; restauration toujours en cours. | [ 11 ] |
| 1923  | L'Ombre blanche                 | Graham Cutts                  | Betty Compson, Clive Brook, Henry Victor, A.B. Imeson                               | Les trois premières bobines sont retrouvées aux Archives cinématographiques de Nouvelle-Zélande en août 2011. | [ 33 ] |
| 1924  | $20 A Week                      | Harmon F. Weight              |                                                                                     | |        |
| 1924  | The Arab                        | Rex Ingram                    | Ramón Novarro, Alice Terry                                                          | Retrouvé aux archives centrales du cinéma en Russie (Gosfilmofond). Copie numérique donnée à la Bibliothèque du Congrès en 2010. | [ 23 ] |
| 1924  | Venus of the South Seas         |                               | Annette Kellerman                                                                   | Restauré par la Bibliothèque du Congrès en 2004. La dernière bobine du film de 55 minutes est en Prizmacolor. |        |
| 1924  | The Breaking Point              | Herbert Brenon                |                                                                                     | |        |
| 1924  | Empty Hearts                    | Alfred Santell                | John Bowers, Clara Bow                                                              | |        |
| 1924  | Pied Piper Malone               | Alfred E. Green               | Thomas Meighan, Lois Wilson, Emma Dunn                                              | Découvert dans une archive cinématographique russe par les historiens Mark Tiedje et John Coles. Il a été projeté en 2007 à Georgetown, Caroline du Sud, là où il avait été filmé.                                                            |        |
| 1925  | Clash of the Wolves             | Noel M. Smith                 | Rin Tin Tin, Charles Farrell, June Marlowe, Heinie Conklin                          | Une copie 35 mm a été découverte en Afrique du Sud et rapatriée aux États-Unis. Il a été restauré en 2003. |        |
| 1925  | Keep Smiling (en)               | Albert Austin, Gilbert Pratt  | Monty Banks                                                                         | Trouvé dans les Archives d'état en Russie. Une copie numérique a été remise à la Bibliothèque du Congrès en 2010. | [ 23 ] |
| 1925  | Le Monde perdu                  | Harry Hoyt                    | Bessie Love, Lewis Stone, Wallace Beery, Lloyd Hughes                               | Seule une version abrégée de 65 minutes existait jusqu'à ce qu'en 1992, Jan-Christopher Horak, un ancien employé de George Eastman House, découvre une copie quasi complète au Filmovy Archiv (Prague, Czech republic).                       |        |
| 1926  | Bardelys le magnifique          | King Vidor                    | John Gilbert                                                                        | Restauré en 2008 à partir d'une copie quasiment complète, découverte en France en 1998. | [ 34 ] |
| 1926  | L'Oiseau de nuit                | Roland West                   | Tullio Carminati                                                                    | |        |
| 1926  | Le Balourd                      | William A. Wellman            | Joan Crawford, George K. Arthur                                                     | |        |
| 1926  | Camille                         | Fred Niblo                    | Norma Talmadge                                                                      | |        |
| 1926  | The Exquisite Sinner            | Josef von Sternberg           | Conrad Nagel, Renée Adorée, George K. Arthur, Myrna Loy                             | |        |
| 1926  | The Flaming Frontier            | Edward Sedgwick               | Hoot Gibson, Dustin Farnum                                                          | |        |
| 1926  | Mare Nostrum                    | Rex Ingram                    | Antonio Moreno, Alice Terry                                                         | |        |
| 1926  | His Busy Hour                   | J. P. McGowan                 | James Pierce                                                                        | Considéré comme perdu jusqu'à la découverte d'une copie dans un placard d'un hôpital français dans les années 1990. | [ 35 ] |
| 1926  | You Never Know Women            | Albert Ballin                 | Albert Ballin                                                                       | Ce film, n'ayant que des personnes malentendantes comme acteurs et produit pour lever des fonds au profit de la Lexington School for the Deaf à New York, a été redécouvert dans les années 1980.                                             |        |
| 1926  | Une page folle                  | Teinosuke Kinugasa            |                                                                                     | Retrouvé par le réalisateur dans sa cabane de jardin en 1970; Il l'y avait enterré durant la Seconde Guerre mondiale et l'y avait oublié. |        |
| 1927  | Maison à louer                  | Fred Guiol                    | Laurel et Hardy                                                                     | Considéré comme perdu jusqu'à ce qu'une copie soit retrouvée en 1974. |        |
| 1927  | Her Wild Oat                    | Marshall Neilan               | Colleen Moore, Larry Kent, Hallam Cooley                                            | Retrouvé par Hugh Neely aux Archives Nationales du film de la République Tchèque à Prague en 2001, et restauré ultérieurement par l'Academy Film Archive.                                                                                     |        |
| 1927  | Le Coup de foudre               | Clarence G. Badger            | Clara Bow                                                                           | Considéré comme perdu jusqu'à ce qu'une copie soit retrouvée à Prague dans les années 1960. |        |
| 1927  | The Magic Flame                 | Henry King                    | Ronald Colman, Vilma Bánky                                                          | |        |
| 1927  | Mockery                         | Benjamin Christensen          | Lon Chaney, Barbara Bedford, Ricardo Cortez                                         | Retrouvé au milieu des années 1970 |        |
| 1927  | Napoléon                        | Abel Gance                    |                                                                                     | Jamais totalement perdu, mais les copies existantes ne faisaient que la moitié de la restauration actuelle. |        |
| 1927  | The Ridin' Rowdy                | Richard Thorpe                |                                                                                     | |        |
| 1927  | The Rough Riders                | Victor Fleming                | Charles Farrell, Mary Astor, Noah Beery, George Bancroft                            | |        |
| 1927  | Senorita                        | Alfred E. Green               | Bebe Daniels                                                                        | |        |
| 1927  | Sorrell and Son                 | Herbert Brenon                | H. B. Warner, Anna Q. Nilsson, Carmel Myers, Nils Asther, Louis Wolheim, Mary Nolan | |        |
| 1927  | Tarzan and the Golden Lion      | J. P. McGowan                 | James Pierce                                                                        | Considéré comme perdu jusqu'à la découverte d'une copie dans un placard d'un hôpital français dans les années 1990. |        |
| 1927  | Upstream                        | John Ford                     |                                                                                     | Découvert aux Archives du film de Nouvelle-Zélande en 2010. | [ 36 ] |
| 1927  | Metropolis                      | Fritz Lang                    | Alfred Abel, Brigitte Helm                                                          | Jamais totalement perdu. Une version de 153 minutes a été découverte dans un musée argentin du film en 2008, bien que 2 scènes soient trop endommagées pour être restauré. Néanmoins, le film est maintenant complet à 99%.                   | [ 37 ] |
| 1927  | Les Ailes                       | William A. Wellman            | Clara Bow, Buddy Rogers, Richard Arlen, Gary Cooper                                 | Retrouvé dans les archives de la Cinémathèque française à Paris. | [ 38 ] |
| 1928  | The Constant Nymph              | Adrian Brunel                 | Ivor Novello, Benita Hume                                                           | | [ 39 ] |
| 1928  | Tillie's Punctured Romance      | A. Edward Sutherland          | W. C. Fields                                                                        | |        |
| 1928  | The Racket                      | Lewis Milestone               | Thomas Meighan, Marie Prevost, Louis Wolheim                                        | Produit par Howard Hughes, retrouvé à sa mort dans sa collection privée. |        |
| 1928  | The Crimson City                | Archie Mayo                   | Myrna Loy, Conrad Nagel, Anna May Wong                                              | Copie complète découverte en Argentine en 2008. | [ 40 ] |
| 1928  | The Spanking Age                | Robert F. McGowan             |                                                                                     | Film de la série Les Petites Canailles considéré comme perdu mais redécouvert en 1990. | [ 41 ] |
| 1928  | Two Arabian Knights             | Lewis Milestone               |                                                                                     | Produit par Howard Hughes, et longtemps considéré comme perdu jusqu'à ce qu'une copie soit retrouvée dans son héritage, après sa mort. |        |
| 1928  | The Mating Call                 | James Cruze                   |                                                                                     | Produit par Howard Hughes, et longtemps considéré comme perdu jusqu'à ce qu'une copie soit retrouvée dans son héritage, après sa mort. | [ 42 ] |
| 1929  | Drag                            | Frank Lloyd                   |                                                                                     | |        |
| 1929  | The Letter                      | Jean de Limur                 | Jeanne Eagels, O. P. Heggie, Reginald Owen, Herbert Marshall                        | |        |
| 1929  | Why Be Good?                    | William Seiter                |                                                                                     | |        |
| 1929  | Wonder of Women                 | Clarence Brown                |                                                                                     | |        |

## Cinéma parlant

### Années 1930
| Année | Film                                       | Réalisateur                        | Distribution                                                | Notes | Ref    |
| ----- | ------------------------------------------ | ---------------------------------- | ----------------------------------------------------------- | --- | ------ |
| 1930  | The Bat Whispers                           | Roland West                        |                                                             | Un des premiers films tournés en format 16/9. Une copie complète est retrouvée et restaurée dans les années 1990. |        |
| 1930  | Bed and Breakfast                          | Walter Forde                       | Jane Baxter Richard Cooper Sari Maritza Alf Goddard         | Il fut retrouvé en 1992 lors d'une campagne de recherche de films perdus par le British Film Institute. | [ 39 ] |
| 1930  | Limite                                     | Mário Peixoto                      |                                                             | Création d'avant-garde du cinéma brésilien, à l'époque du muet. La version complète restaurée a eu sa première américaine à Brooklyn en novembre 2010. | [ 43 ] |
| 1930  | Mamba                                      | Albert S. Rogell                   | Jean Hersholt Eleanor Boardman Ralph Forbes                 | Les images de la dernière bobine (conservée à l'UCLA Film and Television Archive) et tous les disques de la bande sonore Vitaphone pour ce film Technicolor étaient les seuls éléments à avoir survécu. Une copie complète du film, sur neuf bobines, et quatre disques de bande sonore furent découverts en Australie en 2009. |        |
| 1930  | Wara Wara                                  | José Maria Velasco Maidana         |                                                             | Le seul film bolivien encore connu de l'époque du muet. Découvert dans un sous-sol de La Paz en 1989, il a fallu plus d'une décennie de restauration et il n'est publié qu'à partir de 2010. | [ 44 ] |
| 1931  | Dick & Doof - Spuk um Mitternacht          | James Parrott                      | Stan Laurel Oliver Hardy                                    | Version allemande (parlée par Laurel et Hardy) de Laurel & Hardy's Berth Marks/The Laurel-Hardy Murder Case, retrouvée en 2004 aux archives du film de Moscou. |        |
| 1931  | Drácula                                    | George Melford                     | Carlos Villarías, Lupita Tovar                              | Cette version espagnole a été réalisée de nuit, en parallèle du Dracula de Tod Browning tourné durant le jour, en utilisant les mêmes plateaux de tournage. Ce film était considéré comme perdu jusqu'à ce qu'une copie soit retrouvée dans les années 1970. | ,      |
| 1931  | The Ghost Train                            | Walter Forde                       | Jack Hulbert Cicely Courtneidge Ann Todd Cyril Raymond      | Il fut retrouvé en 1992 lors d'une campagne de recherche de films perdus par le British Film Institute. | [ 39 ] |
| 1931  | Love and Duty                              | Bu Wancang                         | Ruan Lingyu                                                 | Film muet réalisé en Chine et redécouvert en Uruguay dans les années 1990. | [ 47 ] |
| 1931  | Le Lieutenant souriant                     | Ernst Lubitsch                     |                                                             | Redécouvert au Danemark dans les années 1980. | [ 48 ] |
| 1931  | Les Bijoux volés                           | William C. McGann                  | All-star cast                                               | Réalisé pour une collecte de fonds, le film a été retrouvé au Royaume-Uni sous son titre alternatif The Slippery Pearls. |        |
| 1932  | Condemned to Death                         | Walter Forde                       | Arthur Wontner Gillian Lind Gordon Harker Cyril Raymond     | Il fut retrouvé en 1992 lors d'une campagne de recherche de films perdus par le British Film Institute. | [ 39 ] |
| 1932  | Docteur X                                  | Michael Curtiz                     | Lee Tracy Fay Wray                                          | Une version Technicolor fut retrouvée dans le coffre personnel de Jack L. Warner. |        |
| 1932  | His Lordship                               | Michael Powell                     | Jerry Verno Janet McGrew                                    | | [ 39 ] |
| 1932  | Les Chasses du comte Zaroff                | Irving Pichel Ernest B. Schoedsack | Fay Wray                                                    | Film d'horreur tourné sur le même plateau que King Kong. |        |
| 1932  | Une soirée étrange                         | James Whale                        | Boris Karloff Melvyn Douglas Gloria Stuart                  | Perdu pendant plusieurs décennies, le réalisateur Curtis Harrington découvrit une copie dans le coffre d'Universal Studios. Elle fut restaurée par George Eastman House. | [ 49 ] |
| 1932  | Rynox                                      | Michael Powell                     | Stuart Rome, John Longden                                   | Retrouvé dans les coffres de Pinewood Studios en 1990. |        |
| 1933  | Berkeley Square                            | Frank Lloyd                        | Leslie Howard, Heather Angel, Valerie Taylor                | Redécouvert dans les années 1970. | [ 50 ] |
| 1933  | Blood Money                                | Rowland Brown                      | George Bancroft, Judith Anderson, Frances Dee               | Il fut considéré comme un « film perdu pendant presque 40 ans avant de refaire surface. » | [ 51 ] |
| 1933  | Le Fantôme vivant                          | T. Hayes Hunter                    | Boris Karloff, Ernest Thesiger                              | Une copie incomplète et endommagée a été trouvée en Tchécoslovaquie dans les années 1970 et on pensait qu'elle était le seul exemplaire restant, jusqu'à ce qu'une copie presque parfaite fut retrouvée dans les archives du British Film Institute. |        |
| 1933  | Hello Pop!                                 | Jack Cummings                      | Ted Healy, Les Trois Stooges                                | Une copie en Full Technicolor a été retrouvée à Sydney, Australie en janvier 2013. | [ 52 ] |
| 1933  | Laughter in Hell                           | Edward L. Cahn                     | Pat O'Brien, Gloria Stuart, Merna Kennedy                   | Longtemps perdu, une copie de ce drame présentant un chain gang fut retrouvée au milieu de l'année 2012 et fut projetée par l'American Cinematheque à Hollywood en octobre de la même année. |        |
| 1933  | Masques de cire                            | Michael Curtiz                     | Lionel Atwill, Fay Wray                                     | Une version Technicolor fut découverte dans le coffre personnel de Jack L. Warner. | [ 53 ] |
| 1933  | La Victoire de la foi                      | Leni Riefenstahl                   | Adolf Hitler                                                | Ce documentaire de 64 minutes fut détruit sur ordre d'Hitler car il présentait le membre du Parti Nazi Ernst Röhm, qui fut assassiné sur ordre d'Hitler. Une copie a été trouvée en Grande-Bretagne dans les années 1990. |        |
| 1933  | This Week of Grace                         | Maurice Elvey                      | Gracie Fields, Henry Kendall, John Stuart                   | La comédie a été retrouvée lors d'une campagne de recherche de films disparus par le British Film Institute en 2010. | [ 54 ] |
| 1934  | L'Emprise                                  | John Cromwell                      | Leslie Howard, Bette Davis                                  | Le négatif a été détruit en 1964 quand l'actrice Kim Novak demanda une copie. Une copie fut redécouverte plusieurs années plus tard. |        |
| 1935  | Jour de la Liberté : Nos Forces de Défense | Leni Riefenstahl                   | Adolf Hitler, Hermann Göring, Rudolf Hess, Heinrich Himmler | Bien qu'il ait été perdu à la suite de la Seconde Guerre mondiale, une copie incomplète de 28 minutes fut découverte dans les années 1970. |        |
| 1935  | Ojō Okichi (Miss Okichi)                   | Tatsunosuke Takashima              | Isuzu Yamada                                                | Ce film n'apparaissait pas dans la filmographie officielle de Mizoguchi (il est crédité comme superviseur) jusqu'à ce qu'une copie soit découverte dans les coffres des studios Shōchiku en 2008. |        |
| 1936  | Border Vengeance (en)                      | Ray Heinz                          | Reb Russell, Mary Jane Carey, Kenneth MacDonald (en)        | Anciennement listé comme film perdu par l'Internet Movie Database, une copie a été mise à disposition en libre téléchargement vers 2004 par l'Internet Archive. |        |
| 1936  | The Flying Doctor                          | Miles Mander                       | Charles Farrell, Mary Maguire                               | Les huit premières bobines, sur neuf, furent sauvées par un employé des bureaux australien qui a remarqué un camion chargé de boîtes de films qui passait devant sa fenêtre pour s'en débarrasser. Il le suivit en voiture et sauva le film. Deux ans plus tard, la version courte britannique fut découverte. Bien que cette copie ai été "entièrement réarrangée", sa huitième et dernière bobine s’est avérée reprendre exactement où la version australienne s'arrêtait. | [ 55 ] |
| 1937  | Summer Rain                                | Mario Monicelli                    |                                                             | Le premier film à être réalisé par le réalisateur italien Mario Monicelli alors âgé de 21 ans, sous le pseudonyme de Michele Badiek. Jamais sorti en salles, il était considéré comme film perdu jusqu'en 2011, quand des fragments furent découverts dans les archives personnelles de l'éditeur. | [ 56 ] |
| 1937  | Slaves in Bondage                          | Elmer Clifton                      | Lona Andre, Donald Reed, Wheeler Oakman, Florence Dudley    | Longtemps listé comme film perdu sur l'Internet Movie Database, il refit surface en DVD au milieu des années 2000. |        |
| 1938  | Too Much Johnson                           | Orson Welles                       | Joseph Cotten                                               | Court-métrage muet jamais projeté dans les salles. Retrouvé à Pordenone, en Italie du Nord, en 2013. | [ 57 ] |
| 1939  | Le Jour Se Lève                            | Marcel Carné                       | Jean Gabin, Jules Berry & Arletty                           | Quand RKO a acquis les droits de distribution de Le Jour se lève en préparation du remake The Long Night, ils ont également cherché à acheter et à détruire toutes les copies disponibles du film original. Pendant un temps, on pensait que le film français avait été perdu complètement, mais des copies ré-apparurent dans les années 1950 et son statut de classique a été rétabli.                                                                                     |        |
| 1939  | Le Récif de corail                         | Maurice Gleize                     | Jean Gabin, Michèle Morgan                                  | Longtemps considéré comme perdu, il est retrouvé à la cinémathèque de Belgrade en 2002 | [ 58 ] |
| 1939  | Smith                                      | Michael Powell                     | Ralph Richardson & Flora Robson                             | Court-métrage réalisé en 1939 pour promouvoir une association caritative d'anciens militaires. Rattrapé par le début de la Seconde Guerre Mondiale, il n'a pas été montré au public. Il n'est même pas mentionné dans l'autobiographie de Powell. Une copie a été retrouvée en 2003 et a été diffusée pour la première fois au Royaume-Uni en 2004, 65 ans après avoir été tourné.                                                                                           |        |
| 1939  | Tevya                                      | Maurice Schwartz                   | Maurice Schwartz Julius Adler                               | Longtemps considéré comme perdu, une copie est découverte et restaurée en 1978. |        |

### Années 1940
| Année | Film                                | Réalisateur               | Distribution | Notes | Ref    |
| ----- | ----------------------------------- | ------------------------- | ------------ | --- | ------ |
| 1940  | Confucius                           | Fei Mu                    |              | Une bobine est donnée anonymement au Hong Kong Film Archive en 2001.                                                                                      | [ 60 ] |
| 1940  | Kampf um Norwegen – Feldzug 1940    | Martin Rikli Werner Buhre |              | Retrouvé en Norvège en 2005. |        |
| 1941  | Kukan                               | Rey Scott                 |              | Une bobine supplémentaire est localisée par le réalisateur hawaïen Robin Lung.                                                                            |        |
| 1945  | Momotaro, le divin soldat de la mer | Mitsuyo Seo               |              | Premier film d'animation japonais. Présumé confisqué et brûlé lors de l'occupation américaine, un négatif est retrouvé dans un coffre à Shōchiku en 1984. |        |

### Années 1950
| Année | Film                     | Réalisateur     | Distribution               | Notes | Ref    |
| ----- | ------------------------ | --------------- | -------------------------- | --- | ------ |
| 1955  | Le Rendez-vous des quais | Paul Carpita    | André Abrias               | Considéré comme perdu jusqu'à ce qu'il soit retrouvé et restauré en 1988 aux Archives françaises du film | [ 58 ] |
| 1957  | Final Curtain            | Ed Wood         | Duke Moore, Dudley Manlove | Trouvé et restauré en 2011, diffusé en 2012 au Slamdance Film Festival. |        |
| 1957  | Shadows                  | John Cassavetes |                            | Cassavetes diffuse une première version à quelques occasions, puis filme entièrement une nouvelle version. Découvert à une vente d'objets perdus du Métro de New York, et tracé par l'historien du cinéma Ray Carney. |        |

### Années 1960
| Année | Film                   | Réalisateur            | Distribution               | Notes | Ref    |
| ----- | ---------------------- | ---------------------- | -------------------------- | --- | ------ |
| 1964  | Hamlet                 | Bill Colleran          | Richard Burton             | Par accord sur contrat, toutes les bobines devaient être détruites après la sortie en cinéma. Cependant, une seule pellicule est découverte dans le garage de Richard Burton après sa mort. |        |
| 1964  | Batman Dracula         | Andy Warhol            | Jack Smith                 | Film d'avant-garde avec Batman et Dracula. Supposé avoir disparu des années avant que des extraits apparaissent dans Jack Smith and the Destruction of Atlantis. |        |
| 1965  | The Noble Experiment   | Tom Graeff             | Tom Graeff                 | Pellicule trouvée par Elle Schneider à Los Angeles. |        |
| 1966  | Incubus                | Leslie Stevens         | William Shatner            | Copie retrouvée à la Cinémathèque française avec sous-titres en français. |        |
| 1969  | Linda and Abilene      | Herschell Gordon Lewis | Sharon Matt, Roxanne Jones | Ce western pseudo érotique comprenant des scènes d'inceste lesbien est ressorti en janvier 2013 en DVD par Vinegar Syndrome et vendu comme une œuvre de sexploitation « précédemment pensée perdue ». C'est un des trois films restauré par la compagnie Process Blue, utilisant le négatif original, via une levée de fonds sur Kickstarter. Le film est tourné majoritairement au ranch Spahn, juste avant que la famille Manson en prenne possession. | [ 61 ] |
| 1969  | The Ecstasies of Women | Herschell Gordon Lewis | Walter Camp                | Ce film soft-core est ressorti en janvier 2013 dans les mêmes conditions que Linda and Abilene. | [ 61 ] |

### Années 1970
| Année | Film                         | Réalisateur                            | Distribution           | Notes | Réf.   |
| ----- | ---------------------------- | -------------------------------------- | ---------------------- | --- | ------ |
| 1970  | Heartbeat in the Brain       | Joey Mellen                            | Amanda Feilding        | Film de trépanation où Feilding se perce un trou dans le crâne. Censé être projeté par Feilding au ICA en avril 2011, elle n'a cependant pas participé à l'évènement. | [ 62 ] |
| 1970  | Sex Power                    | Henry Chapier                          | Jane Birkin            | Après une sortie limitée en salles, le film est entreposé et supposé perdu. Il est redécouvert est remastérisé en DVD pour une sortie en 2010. Notable surtout par sa bande originale signée Vangelis. | [ 63 ] |
| 1971  | Réveil dans la terreur       | Ted Kotcheff                           |                        | Pendant des années, la seule copie connue trouvée à Dublin est considérée comme de qualité insuffisante pour la transférer sur DVD ou VHS pour une sortie commerciale. Pour pallier cette situation, l'éditeur du film Anthony Buckley commence, en 1994, à chercher une copie de meilleure qualité dans un état non coupé. Dix ans plus tard, à Pittsburgh, Buckley trouve un négatif dans un conteneur de transport libellé « pour destruction ». Il sauve le matériel, qui forme la base de la restauration du film de 2009. |        |
| 1971  | Bun-Rye's Story              | Yu Hyun-mok                            |                        | Bien que considéré comme perdu, une copie est découverte outre-mer et restaurée par le Korean Film Council qui le projette dans leur cinéma de Séoul nord le 18 mai 2009. | [ 64 ] |
| 1971  | Necromania                   | Edward D. Wood, Jr.                    |                        | Perdu pendant des années avant qu'une version éditée refasse surface dans une brocante en 1992, suivie par la version d'origine en 2001. |        |
| 1971  | The Young Marrieds           | Edward D. Wood, Jr.                    |                        | Une copie est découverte au Canada. | [ 65 ] |
| 1971  | Black Love                   | Herschell Gordon Lewis                 |                        | Ce film indépendant est ressorti en janvier 2013 dans les mêmes conditions que Linda and Abilene et The Ecstasies of Women (1969) . | [ 61 ] |
| 1972  | Marjoe                       | Howard Smith Sarah Kernochan           | Marjoe Gortner         | Bien que sorti en VHS, l'original s'est détérioré. En 2002, le négatif et d'autres éléments sont trouvés dans un coffre à New York City. |        |
| 1972  | An American Hippie in Israel | Amos Sefer                             | Asher Tzarfati         | | [ 66 ] |
| 1972  | Born to Boogie               | Ringo Starr                            | Marc Bolan, Elton John | Bien que sorti en VHS, la copie original est restée stockée et présumée perdue. Le film est redécouvert et remastérisé en 2005 pour une sortie en DVD. |        |
| 1973  | Amore                        | Henry Chapier                          | Sonia Petrovna         | Après une sortie limitée en salle, le film est stocké et présumé perdu. Il est redécouvert et remastérisé pour une diffusion en ligne en 2012. Notable surtout par sa bande originale signée Vangelis. | [ 63 ] |
| 1974  | Deranged                     | Jeff Gillen Alan Ormsby (en)           | Roberts Blossom        | Disparu après sa sortie en 1974, découvert en Floride. |        |
| 1978  | Showdown at the Cotton Mill  | Chi Ping Chang Peng Chang San Lin Chen | Wu Ma                  | Découvert dans un coffre à film taïwanais. |        |

### Années 1980
| Année | Film                      | Réalisateur     | Distribution | Notes | Ref    |
| ----- | ------------------------- | --------------- | ------------ | --- | ------ |
| 1980  | Black Angel               | Roger Christian |              | Redécouvert en décembre 2011 par un archiviste de l'Universal Studios.                                                                               | [ 67 ] |
| 1981  | New York 1997             | John Carpenter  | Kurt Russell | Une impression contenant des scènes supprimées et supposées perdues a été découverte dans un dépôt de films d'une mine de sel à Hutchinson (Kansas). |        |
| 1985  | Santo Gold's Blood Circus | Santo Rigatuso  |              | Redécouvert en 2008. |        |

### Années 1990
| Année | Film          | Réalisateur         | Distribution       | Notes                                                                               | Ref |
| ----- | ------------- | ------------------- | ------------------ | ----------------------------------------------------------------------------------- | --- |
| 1997  | Event Horizon | Paul W. S. Anderson | Laurence Fishburne | Le montage original sur VHS a été retrouvé par le producteur d'origine Lloyd Levin. |     |